# Протестантизм в Австрии

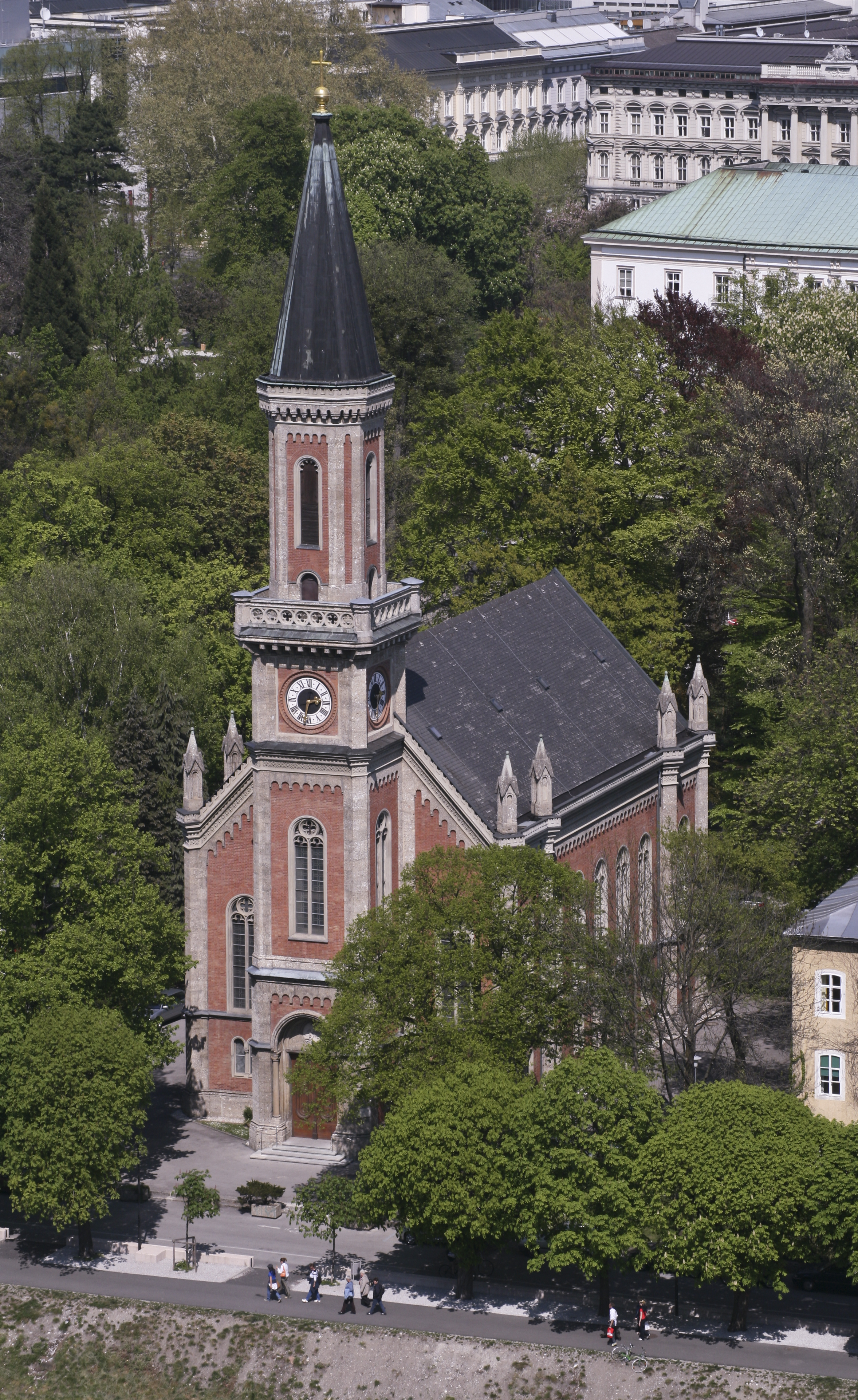
Протестантская церковь в Зальцбурге, действующая с 1867 года

Протестантизм в Австрии — одно из направлений христианства в стране. По данным исследовательского центра Pew Research Center в 2010 году в Австрии проживало 430 тыс. протестантов, которые составляли 5,1 % населения этой страны.
В 2001 году в Австрии действовало свыше 500 протестантских приходов и мест богослужения.
Свыше половины протестантов этой страны по национальности являются австрийцами; ещё четверть — немцами. Протестанты составляют существенную долю среди живущих в стране англичан, голландцев, датчан, финнов, шведов, американцев, швейцарцев, бразильцев, филиппинцев, корейцев и румын.
В абсолютных цифрах наибольшее число протестантов проживает в самой населённой федеральной земле страны — столичном городе Вена (почти 100 тыс.). Самую высокую долю протестанты составляют в Бургенланде (13 %; преимущественно на юге) и в Каринтии (10 %; преимущественно на западе).
Численность и доля протестантов в общем населении страны постепенно снижается; связано это с оттоком верующих из лютеранской церкви. Так, согласно переписи 1971 года лютеране составляли 5,7 % населения Австрии, к 1991 их доля упала до 4,8 %; к 2001 году — до 4,4 %. При этом, в стране быстро растёт число прихожан евангельских церквей (в первую очередь — пятидесятников); однако этот рост не в состоянии компенсировать потери традиционных протестантских церквей.

## Исторический обзор
На территории современной Австрии христианство стало распространяться с конца III века. Самым известным миссионером ранних времён христианства был Северин Норикский. Часть германских племён, проживавших в Австрии, исповедовали арианство. Габсбурги, пришедшие к власти в 1282 году, будучи ярыми католиками, окончательно утвердили в стране Римско-католическую церковь.

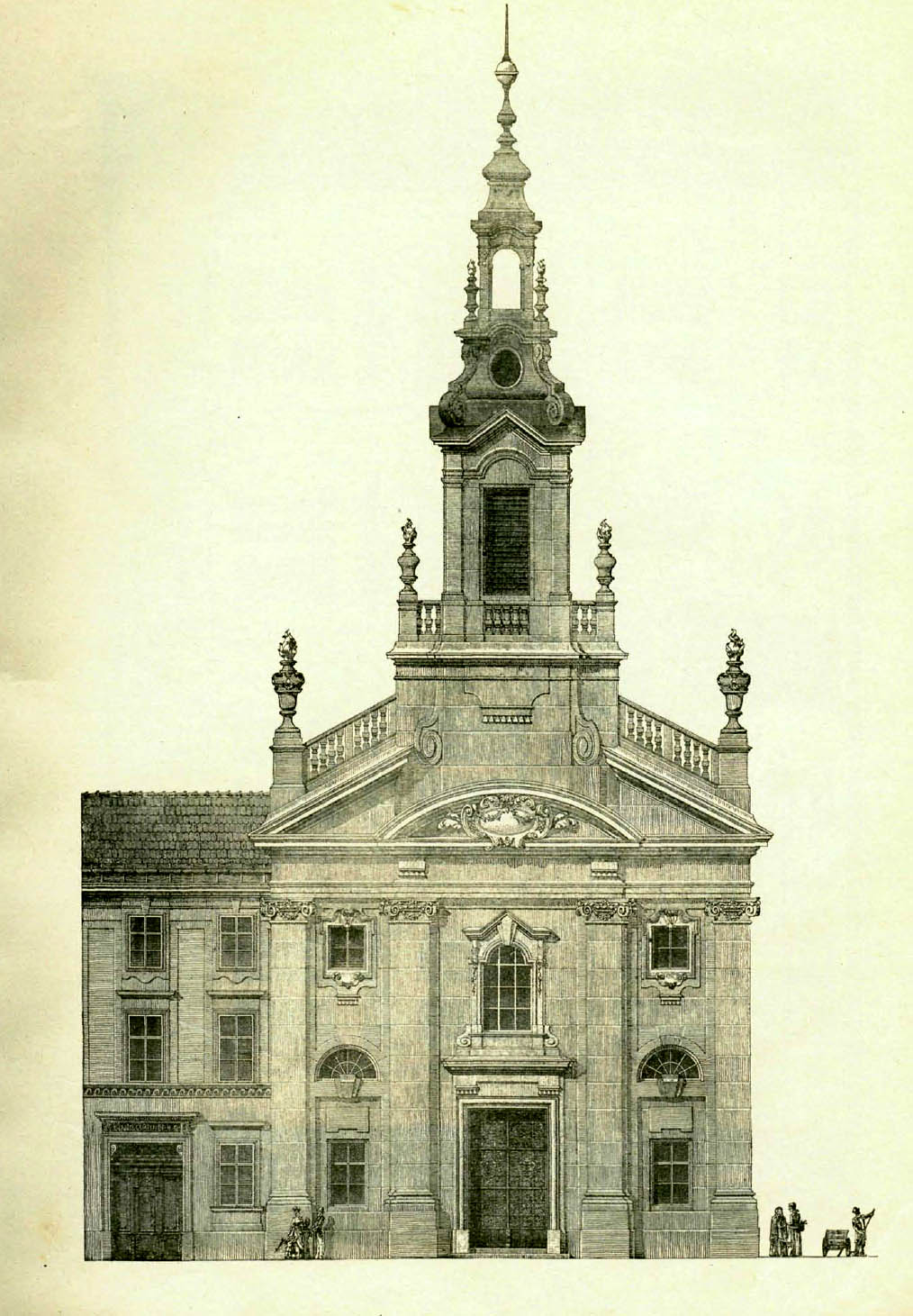
Проект реформатского храма в Вене (1902 год)

### Церкви Реформации
Реформация в Австрии началась в 1522 году, с проникновением в страну лютеран из соседней Германии. В это же время западная, горная часть (Тироль) страны стала местом убежища для швейцарских анабаптистов, изгнанных из Цюриха. Радикализм анабаптистов вызвал беспокойство австрийских властей и побудил их к массовым казням последних. В 1528 году в Вене был сожжён один из лидеров анабаптистов — Бальтазар Губмайер, через три дня в Дунае была утоплена его жена. Ещё один видный анабаптист — Якоб Гуттер (основатель гуттеритов) был казнён в Тироле в 1536 году, вместе с 360 другими анабаптистами.
В 1552 году правившие страной Габсбурги предоставили лютеранам ограниченный правовой статус. К этому времени протестанты добились значительных успехов, переманив на свою сторону более половины (а в некоторых районах — до 80 %) населения страны. С 1620 года, после прибытия иезуитов, в стране распространяется контрреформация. Правовой статус протестантов был аннулирован и они вынуждены были эмигрировать или уйти в подполье; к середине XVII века Австрия вновь становится преимущественно католической страной. Только через полтора столетия, в 1781 году Иосиф II, издавший знаменитый указ о веротерпимости, даровал лютеранам и кальвинистам гражданские права. Указ позволял построить протестантскую церковь в той местности, где было 100 протестантских семей; здание не должно было содержать внешних церковных признаков (крестов) и свободного доступа с улицы. В 1783 году лютеране создали Евангелическую церковь аугсбургского исповедания; в следующем году была создана реформатская по вероучению Евангелическая Церковь Гельветического исповедания. Только в 1861 году протестантам было предоставлено право свободно исповедовать и публично практиковать свою веру.
С целью получить юридическое признание, лютеране и реформаторы формально объединились в Евангелическую церковь аугсбургского и гельветического вероисповедания в Австрии.

### Свободные церкви

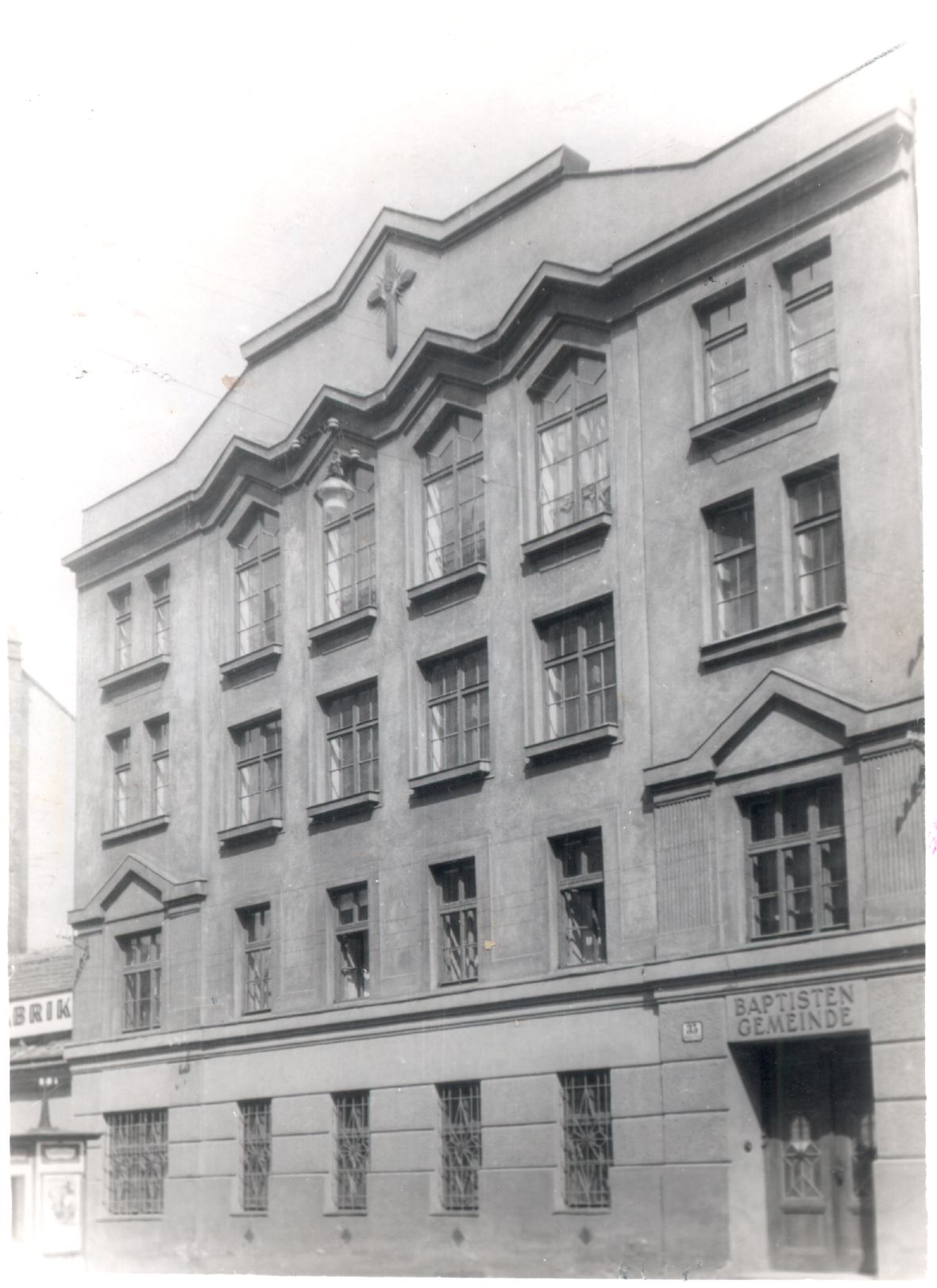
Здание баптистской церкви в Вене (ок. 1930)

Баптистская миссия в Австрии восходит к служению Иоганна Онкена. В 1847 году он крестил первого верующего; в 1851 году в Вене трудился англичанин Эдвард Миллард. В 1953 году в стране был создан Союз баптистских церквей в Австрии.
В 1870 году немецкие методисты послали в Вену миссионера Кристиана Дитерле. В 1951 году методистская церковь была признана государством. С 2004 года организация носит название Объединённая методистская церковь в Австрии.
В 1880 году правительство признало Евангелическую церковь братьев. В 2012 году правительство Австрии аннулированное данное признание, в связи с отсутствием действующих общин моравских братьев.
Уже в 1896 году в Вене были адвентисты, однако первая австрийская миссия была организована в 1902 году. В 1920 году миссия была преобразована в Австрийскую конференцию церквей с 526 членами. К 1947 году конференция насчитывала 2 тыс. членов.
С 1919 года в Австрии проповедуют плимутские братья. Их деятельность привела к созданию Федерации евангельских общин.
Пятидесятническое движение в Австрии началось с прибытием в Вену шведских миссионеров, посланных в 1923 году Леви Петрусом. В 1946 году пятидесятники создали Свободные христианские общины Австрии (входят в Ассамблеи Бога). В начале 1990-х годов в Австрию на постоянное место жительство переезжают тысячи жителей Румынии, среди которых было немало пятидесятников из Апостольской церкви Румынии (филиал Церкви Бога). В 1993 году часть этнических румынских церквей создали румынское объединение при Свободной христианской церкви. Позже к Свободной церкви присоединились Церковь жизни (2005), харизматическое объединение (2005), международное объединение (2006, богослужения проходят на английском, бразильском, филиппинском и африканских языках), африканское объединение (2012). Часть пятидесятников (Пятидесятническая церковь Бога, Искупленная христианская церковь Бога, Церковь четырёхстороннего евангелия, Всемирная церковь «Царство Божие», Объединённая пятидесятническая церковь) действуют самостоятельно.
В 1927 году швейцарские «солдаты» Армии Спасения открыли свой филиал в Вене.
После второй мировой войны в лагерях для беженцев возобновила служение миссия меннонитов.
В 2000-х годах несколько харизматических общин объединились в ассоциацию «Элайя» (с древнегреч. «Маслина»).
Начиная с 2010 года пять свободных евангельских церквей Австрии (пятидесятники, плимутские братья, баптисты, меннониты и общины «Элайя») вели переговоры об формальном объединении в Свободные церкви в Австрии. Объединение позволило бы зарегистрировать союз как официально признанное религиозное сообщество, что давало право на участие в общеобразовательном школьном процессе, предоставляло ряд налоговых и юридических преимуществ. Для признания в качестве религиозного сообщества необходимо было достигнуть членства в 0,2 % населения Австрии (ок. 17 тыс.). В итоге, в 2013 году правительство Австрии признало Свободные церкви в Австрии как официально признанное религиозное сообщество. Сам союз является весьма формальным объединением, каждая входящая в него деноминация обладает полной самостоятельностью.

## Современное состояние

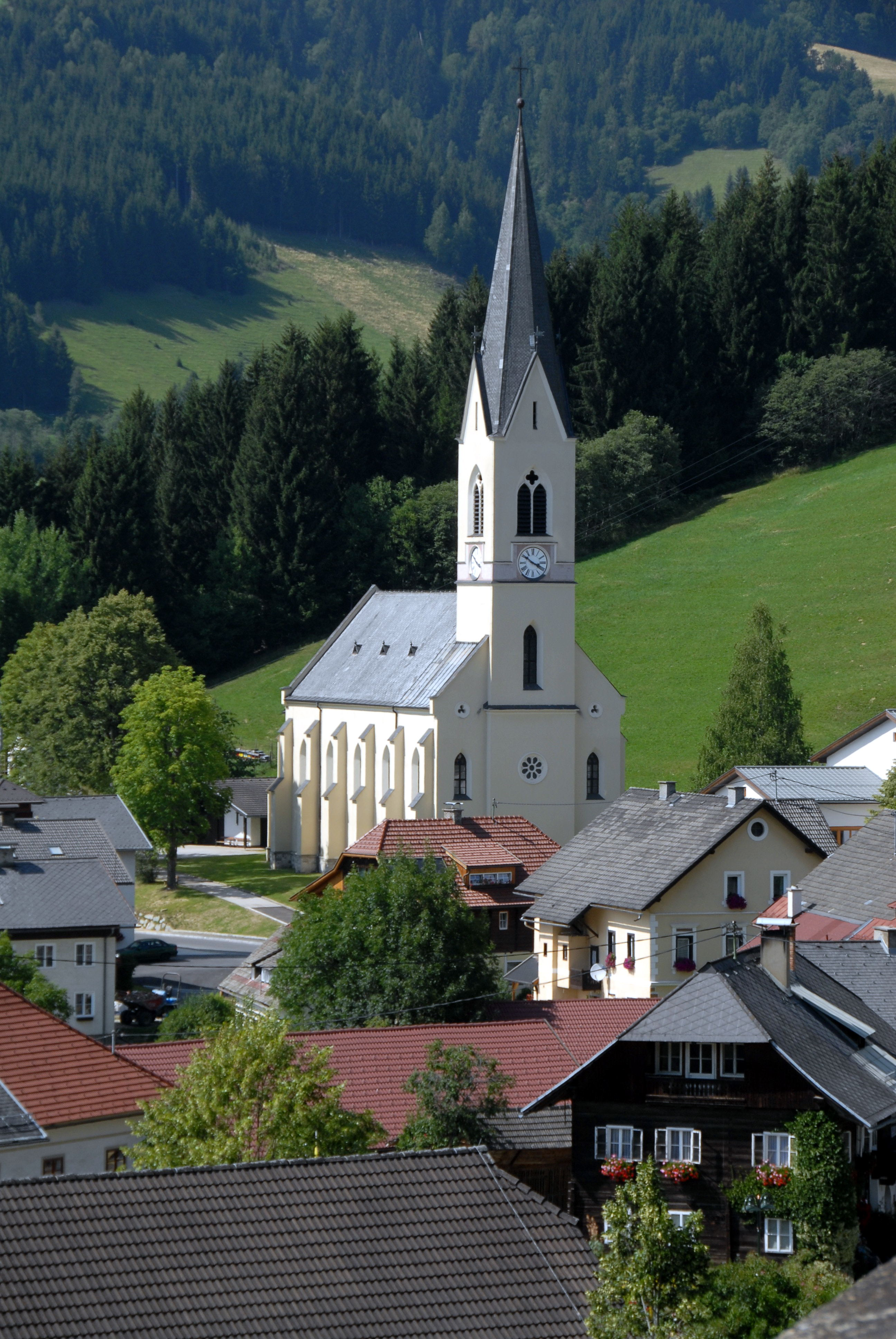
Лютеранская церковь в Арриахе

Крупнейшей протестантской церковью страны остаётся лютеранская в вероучении Евангелическая церковь аугсбургского исповедания в Австрии. В 2011 году церковь сообщала о 310 тыс. прихожанах; в стране действует 196 лютеранских приходов. Число верующих данной церкви неуклонно снижается (в 1951 — 429,5 тыс.; в 1981 — 423 тыс.; в 2001 — 376 тыс.). В стране также действует весьма малочисленная немецкая Евангелическая лютеранская свободная церковь.
Реформаты представлены Евангелическо-лютеранской церковью гельветического исповедания (13,6 тыс. в 9 приходах). Три прихода церкви открыты в Вене (старейший действует с 1781), по одному — в Оберварте (ок. 1600), Брегенце (1861), Фельдкирхе (1908), Блуденце (1936), Линце (1950) и Дорнбирне (1951).
Методисты насчитывают 1,5 тыс. прихожан (в 1981 году в Австрии было 4 тыс. методистов). Четыре методистских прихода открыты в Вене, по одному — в Брегенце, Граце, Линце, Риде, Зальцбурге и Санкт-Пёльтене.
Две англиканские общины Австрии входят в состав Гибралтарского епископства в Европе. В ходе переписи 2001 года 2,3 тыс. человек отнесли себя к англиканам; большинство из них не являются гражданами Австрии. В Вене также действует приход Чехословацкой гуситской церкви.
Самым быстрорастущим христианским направлением в Австрии являются т. н. свободные церкви (45—60 тыс. верующих).
Союз баптистских церквей в Австрии объединяет 28 общин и 1,5 тыс. взрослых членов (2012 год). Примерно четверть баптистских общин состоят из румынских эмигрантов и проводят богослужения на румынском языке. Международная баптистская церковь в Вене проводит богослужения на английском языке. В 1981 году в Австрии было 3 тыс. баптистов.

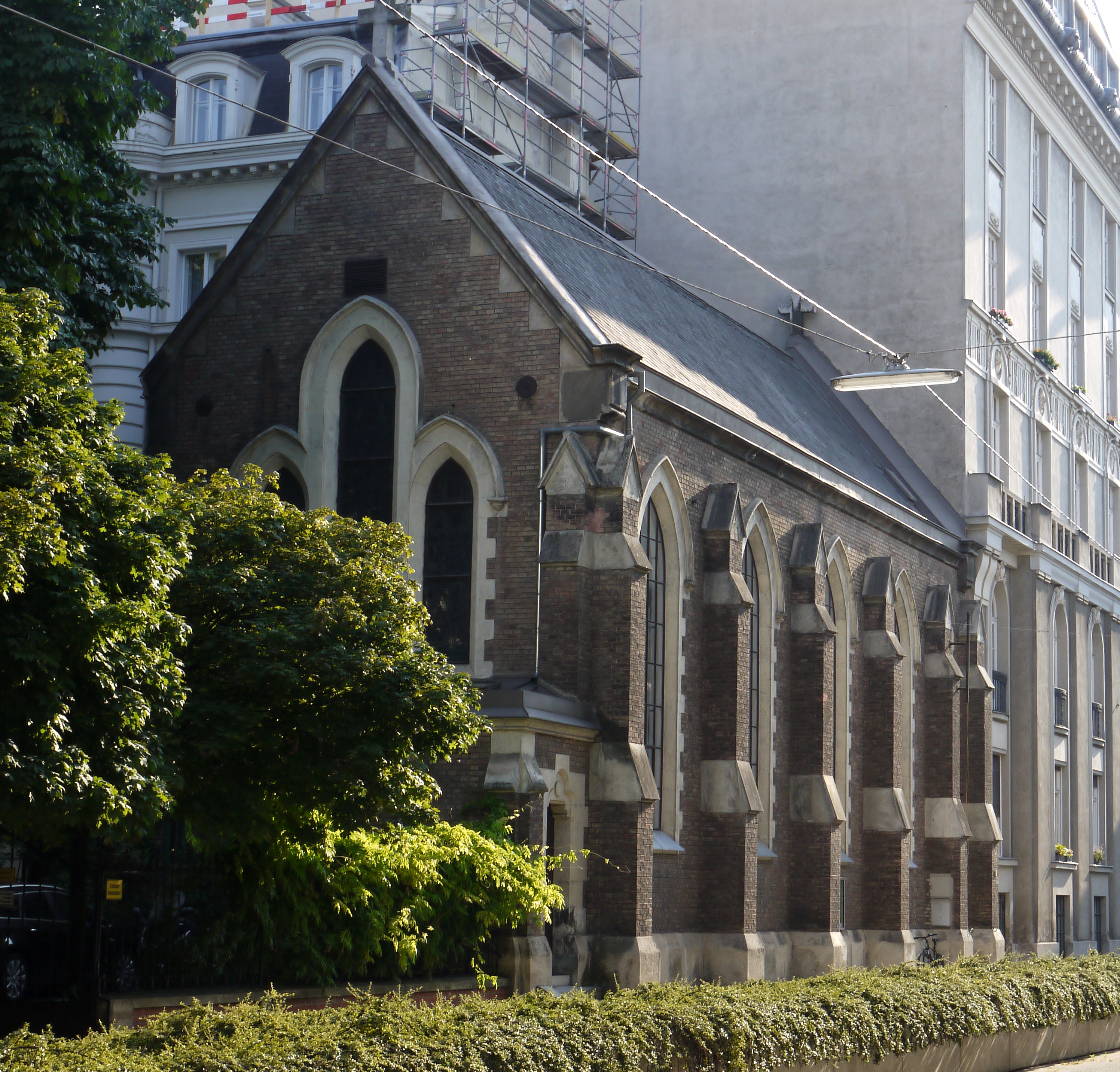
Здание Англиканской церкви

Свободная церковь меннонитов в Австрии сообщает о 5 общинах и 368 членах. Федерация евангельских общин объединяет 45 приходов и ок. 5 тыс. верующих плимутских братьев.
Численность пятидесятников (17 тыс.) заметно увеличилась; в 1981 году в стране была 1 тыс. верующих данного направления. Около половины пятидесятников Австрии не являются гражданами этой страны и посещают эмигрантские общины (в первую очередь — румынские, а также филиппинские, бразильские, нигерийские, корейские и др.). Значительная часть пятидесятников объединена в Свободные христианские пятидесятнические общины. Деноминация представляет собой союз из шести объединений:
- Свободных христианских общин Австрии (27 приходов, 3,93 тыс.[23]; входит в Ассамблеи Бога);
- румынского объединения (14 общин);
- харизматического объединения (11 общин);
- Церкви жизни (9 общин);
- африканского объединения (5 общин);
- международного объединения (5 общин).

Ряд пятидесятнических церквей действует вне объединения; самыми крупными из них являются румынская Церковь Бога (5 тыс.) и нигерийская Искупленная христианская церковь Божья (9 приходов). Христианские общины «Элайя» объединяют 7 приходов и несколько сотен верующих.
Среди других групп следует назвать адвентистов седьмого дня (49 церквей и 3,87 тыс. членов), Новоапостольскую церковь (5 тыс. и Армию Спасения.

## Экуменические связи
Экуменический совет церквей Австрии включает в себя лютеран, реформаторов, баптистов, методистов, англикан, католиков, старокатоликов и православных. Совет, созданный в 1958 году, связан со Всемирным советом церквей. Консервативные евангельские группы объединены в Австрийский евангельский альянс, связанный с Всемирным евангельским альянсом.